# 民康街道
民康街道，是中华人民共和国吉林省长春市南关区下辖的一个乡镇级行政单位。

## 行政区划
民康街道下辖以下地区：
健康胡同社区、九圣祠社区、园东路社区和西门里社区。